# لری لوید
لری لوید (به انگلیسی: Larry Lloyd) بازیکن فوتبال زادهٔ ۶ اکتبر ۱۹۴۸ اهل کشور انگلستان که سابقهٔ بازی در تیم ملی فوتبال انگلستان را در کارنامهٔ خود دارد. وی در تاریخ ۱۹ مه ۱۹۷۱ نخستین بازی ملی خود را در مقابل تیم ملی فوتبال ولز انجام داد و با حضور در ۴ بازی ملی، در تاریخ ۱۷ مه ۱۹۸۰ واپسین بازی ملی‌اش را در برابر تیم ملی فوتبال ولز برگزار کرد.